# 路德維希·金特二世
路德維希·金特二世（德語：Ludwig Günther II.，1708年10月22日—1790年8月29日），施瓦茨堡-魯多爾施塔特親王，1767年至1790年在位。

## 家庭
1733年，路德維希·金特與羅伊斯-下格賴茨的索菲·亨麗埃特結婚，兩人共有1子1女：
1. 克里絲蒂安妮（1735年—1738年），夭折
2. 腓特烈·卡爾（1736年—1793年）